# Julio García Fernández
|  | Aquest article tracta sobre un futbolista. Si cerqueu un genet i medallista olímpic espanyol, vegeu «Julio García Fernández (genet)». |

Julio García Fernández (Sevilla, 2 de maig de 1965) és un exfutbolista andalús, que ocupava la posició de defensa central.

## Trajectòria
Format a les categories inferiors del Reial Betis, destaca al juvenil i al Betis Deportivo. Debuta amb el primer equip a la màxima categoria a la temporada 83/84, en la qual hi apareix en un encontre, situació que es repeteix l'any posterior.
A la campanya 86/87 és cedit al Recreativo de Huelva, de Segona Divisió, on és titular. Repescat pel Betis, esdevé titular a partir de 1987, condició que mantindria durant els següents cinc anys, tant a Primera com a Segona Divisió. A la temporada 92/93, amb els bètics a la categoria d'argent, passa a ser suplent, disputant només 10 partits.
L'estiu de 1993 fitxa pel Reial Múrcia CF, on recupera la titularitat, encara que l'equip murcià baixa a Segona B. Posteriorment milita a l'Almería CF, amb qui disputa 58 partits a Segona Divisió entre 1995 i 1997.
En total, va sumar 71 partits i un gol a primera divisió.